# Dietrich II. Arndes

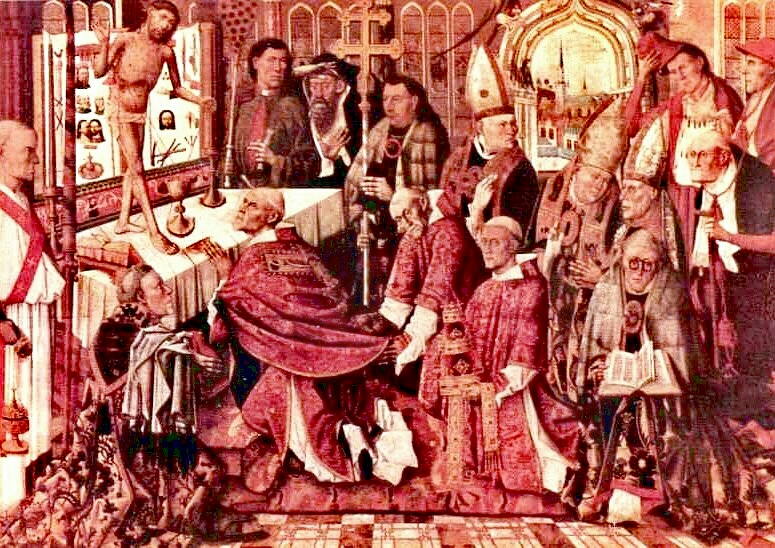
Bernt Notke: Gregorsmesse; Dietrich Arndes kann vermutlich mit einem der drei dargestellten Bischöfe mit Mitra identifiziert werden

Dietrich Arndes (auch: Diderich Arnd, Theodorich Arndes, Arends etc.; * 1442 in Hamburg; † 16. August 1506 in Eutin) war als Dietrich II. ein deutscher Bischof von Lübeck.

## Leben
Arndes stammt aus einer angesehenen Familie in Hamburg. Er war der Sohn des Gewandschneiders und Ratmannes Heinrich Arnd († 1467), der dort 1460 in den Rat gewählt worden war. Nach einer gediegenen Ausbildung in seiner Heimatstadt, immatrikulierte sich Arndes im Wintersemester 1457 an der Universität Erfurt, wo er im Frühjahr 1461 das Bakkalariat erlangte, danach setzte er  seine Studien an der Universität Perugia fort und hatte sich in Italien vor 1477 den philosophischen Magistergrad und den Doktorgrad des weltlichen Rechts erworben. Nachdem er in Rom einige Zeit als Advokat tätig gewesen war, verfolgte er im Anschluss den Werdegang eines Geistlichen.  Am 19. Mai 1480 erhielt er von Papst Sixtus IV. eine Pension von einem Vikariat in Hamburg, am 16. Februar 1482 erhielt er 100 Gulden von dem Antoniter Goswin von Orsoy in Lichtenburg, wurde am 2. September 1482 als Kanoniker von Lübeck Dispensbesitzer, war am 2. August 1482 Kanoniker in Speyer geworden, welches Amt er am 18. November tauschte, um eine Domherrenstelle und das Dekanat des Domkapitels Hildesheim anzunehmen, die er auch am 31. Juli 1484 anzutreten versuchte.
Nachdem er 1484 auch Propst in Fritzlar geworden war, welche Besitzungen jedoch von Johann Menchin angefochten wurden, stieg er zum Stiftsdekan am Braunschweiger Dom auf, war 1488 dann tatsächlich Domdekan in Hildesheim und Domherr in Lübeck. Als er am 27. Februar 1492 zum Bischof gewählt wurde, sich durch einen Boten die Bestätigung von Papst Innozenz VIII. einholte, unter der Auflage das Thomas Grote seine Benefizen und Pensionen zeitlebens behielte, wurde er am 1. April 1492 im Hospital Teutonicorum in Rom von drei Bischöfen konsekriert. Auch ihm vergönnte der Papst, wie seinem Vorgänger, den lebenslangen Genuss seiner bestehenden Pfründe, um das daniederliegende Bistum aus seiner Schuldenfalle zu führen. Zurückgekehrt in die Heimat wurde er im Lübecker Dom in sein Amt eingeführt.
Als eine seiner ersten Amtshandlungen erreichte er die Einlösung des einstigen lübeckischen Bischofssitzes in Eutin, der dem Bistum unter der Regierung von  Albert II. Krummendiek verlorengegangen war. Dafür erhielt er vom Domkapitel 1000 Mark als Geschenk, 2000 Mark musste der Domherr Bernhard Wessel aus eigenen Mitteln beisteuern, da bei der Rechenschaftsablegung nicht alles stimmte, 3000 Mark lieh das Domkapitel dem Bischof auf Lebenszeit und Tilgung durch seinen Nachfolger, 1000 Mark erhielt man aus dem Verkauf verschiedener Kostbarkeiten und 1000 Mark tat Dietrich aus seinem Vermögen dazu. Diese 8000 Mark ließen sich die Gläubiger als Abschlagszahlung gefallen und am 29. November 1492 erhielt das Bistum seine alte Residenz wieder. Jedoch war diese in keinem guten Zustand mehr und ein Stadtbrand hatte die Kollegialkirche in Eutin vernichtet. 
Dietrich unternahm aber alsbald Anstrengungen, um die Bausubstanz wiederherzustellen. Dafür stellte er einen Ablass auf vierzig Tage aus. Gegenüber den Geistlichen verhielt er sich während seiner Amtszeit jedoch zurückhaltend. So hielt er keine Synoden ab, die Sitten der Priester verschlechterten sich und er musste nach mehreren Klagen erst wieder Ordnung schaffen. Weil die Bischöfe von Lübeck das Recht von Kaiser Sigmund erhalten hatten, als Kommissare des Kaisers bei der Belehnung des Herzogtums Holstein zu fungieren, belieh Dietrich Herzog Friedrich am 21. November 1493 mit Holstein. Im Jahr nach der Belehnung beruft der Herzog den Bischof Arnd nach Callingburg in Böhmen, letzterer ist von dort nicht ohne Gefahr in Lübeck wieder angelangt. 1503 erscheint der Kardinal Raimund Peraudi in Lübeck, Arndes geht in der Prozession voran mit dem heiligen Sakrament und wird vom Kardinal nach Mainz verschickt, um den Zwist zwischen dem Pfalzgrafen und dem Landgrafen von Hessen beizulegen. 
Auch den Streit zwischen Dänenkönig Johann I. und Herzog Friedrich soll Arndes mit vielen Fürsten bei einer Verhandlung in Kiel schlichten. 1502 bringt er die Tochter des Königs Johann Elisabeth von Dänemark, Norwegen und Schweden nach Stendal zur Vermählung mit dem Kurfürsten von Brandenburg, wobei „er viel Geld konsumiert“, wie früher bei einer Wallfahrt mit dem König nach Wilsnack und später nach Einsiedeln in der Schweiz. Am 31. August 1502 legte er den ersten Stein zum St.-Annen-Kloster Lübeck und holte dafür Regulissen, Augustiner-Chorfrauen aus dem Stift Steterburg, nach Lübeck. Später wurde er Geheimrat des dänischen Königs Johann I. Er baute den Schuldenberg des Bistums ab und erweiterte dessen Besitzungen, indem er den Ort Rolfsdorf und eine Mühle in Pansdorf erwarb.